# Lukas Müller (Skispringer)
Lukas Müller (* 14. März 1992 in Villach) ist ein ehemaliger österreichischer Skispringer.

## Werdegang
Lukas Müller, der bereits seit seinem dritten Lebensjahr Ski fuhr, sprang erstmals im Alter von 12 Jahren von einer Skisprungschanze. Innerhalb kürzester Zeit konnte er seine Leistung verbessern und sprang so bereits ein halbes Jahr nach seinem ersten Sprung im Oktober 2004 von der K90-Schanze seines Heimatvereins SV Villach.
2005 wurde er erstmals Kärntner Landesmeister und Landescupsieger. Diesen Erfolg konnte er 2006 wiederholen. Bei den Nordischen Skispielen der OPA in der Altersgruppe U16 wurde er 2007 im französischen Bois-d’Amont im Team Erster und im Einzelspringen von der Normalschanze Dritter. 2007 wurde er zudem Fünfter bei den Österreichischen Schülermeisterschaften.
Sein erstes internationales Springen absolvierte Müller im Juniors-Cup am 3. März 2007 in Toblach. Er beendete das Springen von der Normalschanze auf dem 9. Platz. 2007 startete er kurz darauf bei einigen FIS-Rennen, konnte jedoch dort keine nennenswerten Erfolge erzielen. 2008 sprang er im Alpencup und konnte dort mehrere Springen, unter anderem in Oberstdorf und Seefeld in Tirol, gewinnen. Auf Grund dieser Leistung wurde er im Dezember 2008 ins österreichische Team für den Continental Cup aufgenommen und sprang erstmals 27. Dezember 2008 in Engelberg auf Platz 37 auf der Großschanze. Bei der Österreichischen Meisterschaft im Skispringen in Bischofshofen wurde er 2008 Achter. Am 17. Jänner 2009 konnte er beim COC-Springen in Bischofshofen mit Platz zwei erstmals aufs Podium springen. Im zweiten Springen einen Tag später konnte er dieses Ergebnis wiederholen.
Bei der Junioren-Weltmeisterschaft 2009 in Štrbské Pleso wurde er Weltmeister auf der Normalschanze und mit dem Team. Im ersten Continental-Cup-Wettbewerb nach der Weltmeisterschaft konnte er in Iron Mountain erstmals ein Springen gewinnen. Auch im zweiten Springen in Iron Mountain stand er ganz oben auf dem Podest. Am 21. Februar gewann er sein drittes COC-Springen in Brotterode und einen Tag später wurde er im zweiten Springen Dritter. Diese anhaltend guten Leistungen führten dazu, dass er für den Weltcup-Kader für das Springen im Rahmen des Nordic Tournament am 6. März 2009 im finnischen Lahti aufgenommen wurde. In der Qualifikation wurde er überraschend 21. und beendete das Springen am 7. März 2009 auf dem 44. Platz. Nachdem er sich am 9. März erneut mit Platz 26 in der Qualifikation für den Weltcup in Kuopio qualifiziert hatte, konnte er im Finalspringen den 28. Platz und damit seine ersten Weltcup-Punkte erreichen.
Nach zwei Siegen im Continental Cup von Rovaniemi und Vikersund zu Beginn der Olympiasaison 2009/10 wurde Müller für die Vierschanzentournee erneut in den österreichischen Weltcup-Kader berufen. Beim Auftaktspringen in Oberstdorf konnte er nach einem 17. Platz in der Qualifikation im Wettkampf den sechsten Platz und damit seine beste Weltcup-Platzierung erzielen. Am Ende erreichte Müller Rang 19 im Tournee-Klassement. Im Juli 2013 zog sich Müller bei einem Trainingssturz einen Schlüsselbeinbruch zu, woraufhin er operiert werden und eine mehrwöchige Pause einlegen musste.
Sein persönlicher Trainer beim SV Villach war Peter Berger, der bereits Thomas Morgenstern und Martin Koch trainierte.
Am 13. Jänner 2016 zog sich Müller bei einem Sturz auf der Skiflugschanze am Kulm als Vorspringer der Skiflug-Weltmeisterschaft eine schwere Wirbelsäulenverletzung zu. Bei ihm wurde eine inkomplette Querschnittlähmung diagnostiziert. Nach einem Rechtsstreit mit dem ÖSV wurde der Unfall 2019 als Arbeitsunfall anerkannt.
Im September 2019 absolvierte Müller den ersten Teil der Trainerausbildung für Skisprung. Nach seinem Unfall begann er außerdem Monoskibob zu fahren und Rollstuhlrugby zu spielen. Als Fernziel nannte Müller im Frühjahr 2020 eine Teilnahme an den Paralympics.
Bei seiner Teilnahme am Wings for Life World Run 2023 beschloss er vor dem Start, auf seinen Rollstuhl zu verzichten. Er hatte sich vorgenommen, mindestens einen Kilometer zurückzulegen, bevor er vom Catcher-Car eingeholt wird; am Ende konnte er die Distanz von 2,35 km zurücklegen.
Müller, der heute in Spittal an der Drau lebt, hat eine ältere Schwester sowie einen älteren und einen jüngeren Bruder. Sein jüngerer Bruder Alexander war ebenfalls Skispringer.

## Erfolge

### Weltcup-Platzierungen
| Saison  | Platz | Punkte |
| ------- | ----- | ------ |
| 2008/09 | 76.   | 007    |
| 2009/10 | 43.   | 071    |
| 2012/13 | 73.   | 007    |

### Grand-Prix-Platzierungen
| Saison | Platz | Punkte |
| ------ | ----- | ------ |
| 2009   | 17.   | 129    |
| 2010   | 68.   | 012    |
| 2012   | 44.   | 040    |

### Continental-Cup-Siege im Einzel
| Nr. | Datum            | Ort           | Typ           |
| --- | ---------------- | ------------- | ------------- |
| 1.  | 14. Jänner 2009  | Iron Mountain | Großschanze   |
| 2.  | 15. Jänner 2009  | Iron Mountain | Großschanze   |
| 3.  | 21. Jänner 2009  | Brotterode    | Großschanze   |
| 4.  | 1. Dezember 2009 | Rovaniemi     | Normalschanze |
| 5.  | 6. Dezember 2009 | Vikersund     | Großschanze   |
| 6.  | 1. Juli 2012     | Stams         | Großschanze   |